# 神山雄一郎
神山雄一郎（日语：／ Kamiyama Yūichirō，1968年4月7日—），日本男子自行车运动员。他曾代表日本参加1986年、1998年和2002年亚洲运动会自行车比赛，获得二枚金牌和一枚银牌。他也曾参加1996年和2000年夏季奥林匹克运动会。